# 4185-ös busz
A 4185-ös jelzésű autóbuszvonal Ózd és Borsodszentgyörgy között húzódó helyközi vonal, amelyet a Volánbusz Zrt. üzemeltet.

## Útvonala
Az ózdi autóbusz-állomásról indul. A 25-ös főútra hajt ki, annak is Hódoscsépány felé tartó szakaszán indul el. A városrészét, és a somsályi elágazást követően elhagyja a járásközpontot, az első település Arló, melyen belül a 23 114-es mellékútra kanyarodik. A vonal 11. kilométerénél a zsákfalu Borsodszentgyörgyöt éri el, autóbusz fordulója a vonal végállomása. 

## Közlekedése
Indításszáma magas, a településre más autóbuszvonal nem vezet.
Csatlakozást biztosít:
- Ózd, autóbusz-állomás – autóbuszos Miskolc felé/felől (3770-es busz)
- Arló, szociális otthon (séta az Arlói-tó bejárati út megállóba) – autóbuszos Borsodnádasd felé/felől (4180-as busz).

| Viszonylat                                     | Indításszám | Közlekedési rend     |
| ---------------------------------------------- | ----------- | -------------------- |
| Ózd, aut. áll. – Borsodszentgyörgy, aut. ford. | 13 pár      | munkanapokon         |
| Ózd, aut. áll. – Borsodszentgyörgy, aut. ford. | 8 pár       | szabadnapokon        |
| Ózd, aut. áll. – Borsodszentgyörgy, aut. ford. | 6 pár       | munkaszüneti napokon |

## Megállóhelyei
| 0  | Ózd, autóbusz-állomás végállomás               | 0.0 km  | 1, 2, 2A, 3, 4, 6, 7, 8, 12, 20A, 23, 26, 46, 47, 68, 74, 76, 78 1031, 1034, 1051, 1369, 1384, 1411 3410, 3770, 3773, 4101, 4102, 4104, 4140, 4145, 4147, 4148, 4150, 4151, 4153, 4155, 4157, 4158, 4160, 4161, 4180, 4186 |
| 1  | Ózd, Városház tér                              | 0.9 km  | 2, 2A, 6, 12, 20, 20A, 21, 23, 26, 46, 63, 68, 76 1369, 1384 3770, 4102, 4180, 4186 |
| 2  | Ózd, bolyki elágazás                           | 1.5 km  | 2, 2A, 6, 12, 20, 20A, 21, 23, 26, 46, 63, 68, 76 1031, 1034, 1051, 1369, 1384 3770, 4102, 4180, 4186 |
| 3  | Ózd, Béke szálló                               | 2.0 km  | 6, 26, 46, 63, 68, 76 3770, 4180 |
| 4  | Ózd (Hódoscsépány), élelmiszerbolt             | 3.0 km  | 6, 26, 46, 63, 68, 76 1031, 1034, 1051, 1384 3770, 4180 |
| 5  | Ózd, somsályi elágazás                         | 3.9 km  | 6, 26, 46, 63, 68, 76 1031, 1034, 1051 3770, 4180 |
| 6  | Arló, Ady Endre utca 51.                       | 5.8 km  | 3770, 4180 |
| 7  | Arló, szociális otthon                         | 6.8 km  | 1031, 1034, 1051, 1384 3770, 4180 |
| 8  | Arló, italbolt                                 | 7.3 km  | – |
| 9  | Arló, Jókai utca                               | 7.9 km  | – |
| 10 | Arló, fatelep                                  | 8.5 km  | – |
| 11 | Mihályvölgyi tanya bejárati út                 | 10.0 km | – |
| 12 | Borsodszentgyörgy, újtelep                     | 11.2 km | – |
| 13 | Borsodszentgyörgy, Szentgyörgyi utca           | 11.7 km | – |
| 14 | Borsodszentgyörgy, autóbusz-forduló végállomás | 12.4 km | – |